# Список об'єктів, названих на честь Жозефа-Луї Лагранжа
Наступне було названо на честь Жозефа-Луї Лагранжа (фр. Joseph-Louis Lagrange, італ. Giuseppe Lodovico Lagrangia, 1736—1813) — французького математика італійського походження:
Теореми
- Теорема Лагранжа про скінченні прирости
- Теорема Лагранжа (теорія груп)
- Теорема Лагранжа (теорія чисел)
- Теорема Лагранжа про чотири квадрати
- Теорема Лагранжа про ланцюгові дроби

Закони
- Закон Лагранжа — Гельмгольца

Рівняння
- Рівняння Ейлера—Лагранжа
- Рівняння Ейлера-Лагранжа для інтегралу дії
- Рівняння Лагранжа першого роду
- Рівняння Лагранжа другого роду
- Перша похідна функціонала (рівняння Ейлера-Лагранжа)

Формули
- Формула Лагранжа

Інтеграли
- Інтеграл Лагранжа — Коші

Методи
- Метод множників Лагранжа
- Метод Лагранжа (теорія квадратичних форм)
- Метод множників Лагранжа для розв'язання задачі умовного екстремуму

Інше
- Дужки Лагранжа
- Позначення Лагранжа
- Принцип д'Аламбера — Лагранжа
- Число Лагранжа
- Многочлен Лагранжа
- Механіка Лагранжа
- Лагранжіан
- Лагранжіан Дарвіна
- Точки Лагранжа
- Формалізм Лагранжа (Квантова теорія поля)
- 1006 Лагранжа — астероїд головного поясу
- Лагранж — метеоритний кратер на видимому боці Місяця